# Châtel-Saint-Denis

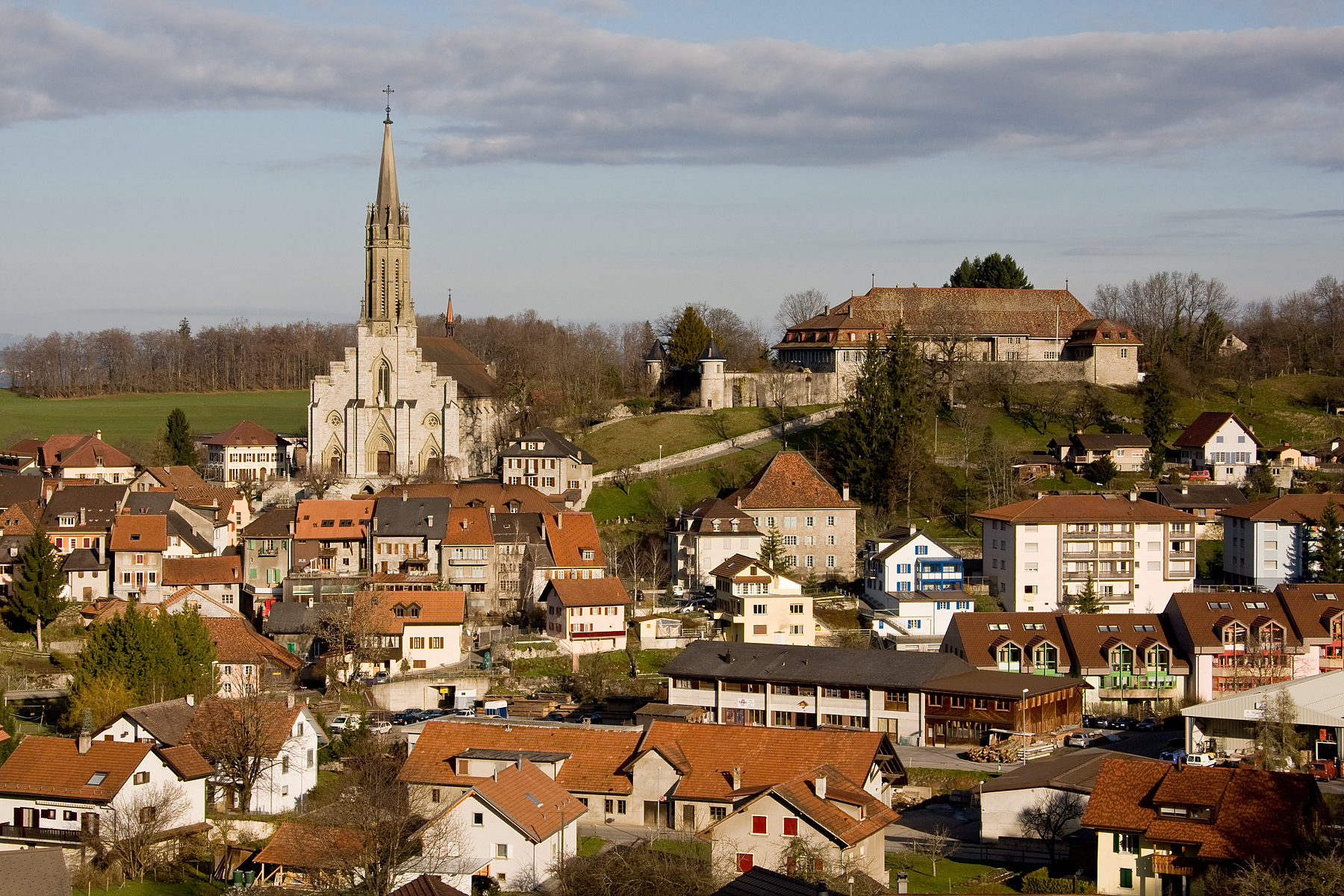
Châtel-Saint-Denis

Châtel-Saint-Denis is een Zwitserse gemeente in het kanton Fribourg. Châtel-Saint-Denis is tevens de hoofdplaats van het district Veveyse.
De plaats ligt op 809 meter hoogte, heeft een oppervlakte van 79,9 km² en had eind 2002 4692 inwoners. Het ligt op 9 km van Vevey.
Het berggebied van Châtel-Saint-Denis leent zich uitstekend voor skiën (de wintersportplaats Les Paccots) en voor wandelingen.
De belangrijkste economische activiteiten zijn het toerisme en de landbouw, onder andere de productie van de kaassoorten Gruyère en Vacherin.

## Overleden
- Pierre-Théodule Fracheboud (1809-1879), griffier, rechter, notaris, hoogleraar en politicus

- Bibliothèque nationale de France: cb13752317v (data)
- Gemeinsame Normdatei: 4495159-0
- Historisch woordenboek van Zwitserland: 001046
- Library of Congress Control Number: n2008066047
- Virtual International Authority File: 133922391
- WorldCat: E39PBJjdkBTmQywJj63mXBR7pP

Attalens · Bossonnens · Châtel-Saint-Denis · Granges · La Verrerie · Le Flon · Remaufens · Saint-Martin · Semsales